# Anomalurus
Anomalurus là một chi động vật có vú trong họ Anomaluridae, bộ Gặm nhấm. Chi này được Waterhouse miêu tả năm 1842. Loài điển hình của chi này là Anomalurus fraseri Waterhouse, 1843 (= Pteromys derbianus Gray, 1842).

## Các loài
Chi này gồm các loài:
- Anomalurus beecrofti
- Anomalurus derbianus
- Anomalurus pelii
- Anomalurus pusillus